# Schneebrille

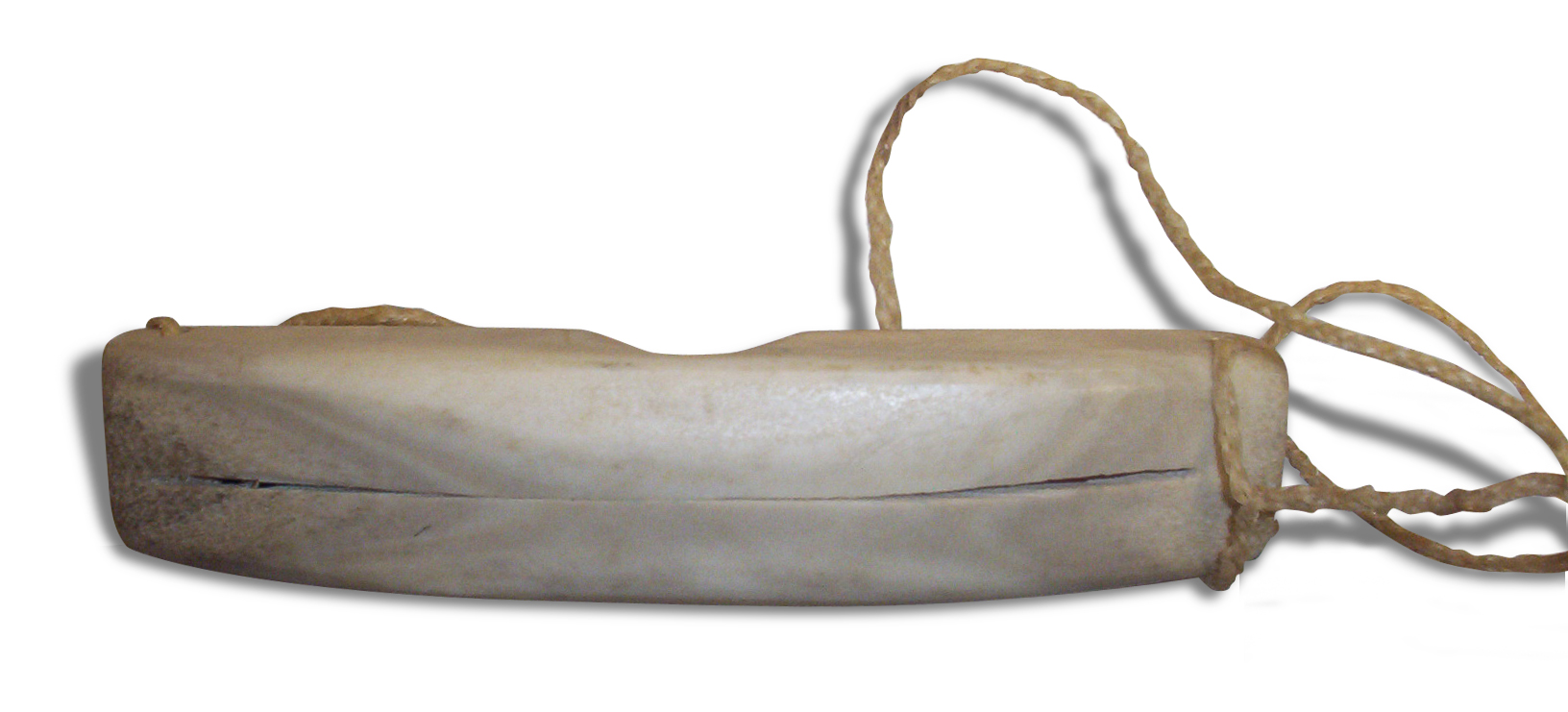
Eine Schneebrille der Inuit

Eine Schneebrille ist eine Schutzbrille, die in schneebedeckten Gebieten verwendet wird, um eine als Schneeblindheit bezeichnete Erblindung durch die vom Schnee reflektierten Ultraviolettanteile des Sonnenlichts zu vermeiden. Erreicht wird dies durch schmale Schlitze, die nur einen sehr kleinen Teil des Lichts durchlassen.